# Johann von Clausenheim

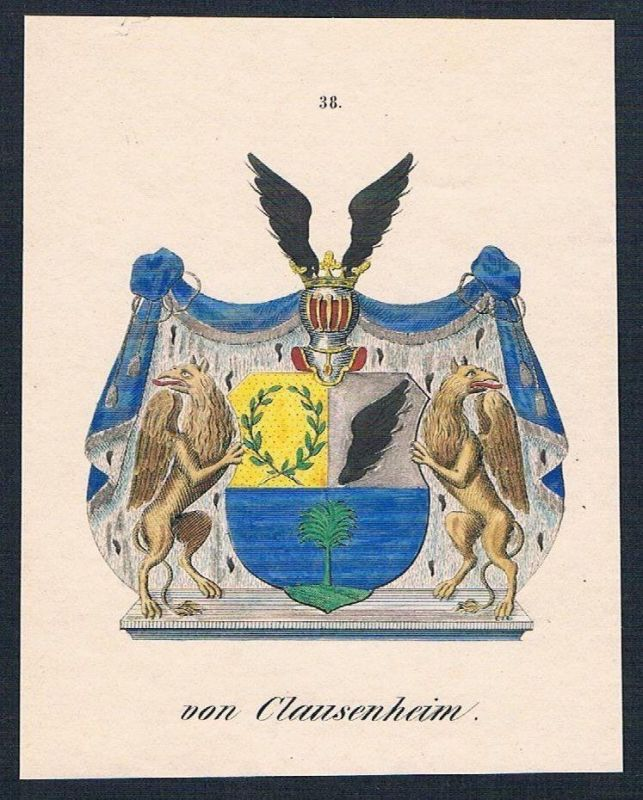
Wappen von Clausenheim

Johann von Clausenheim, ursprünglich Johann Clausen/Claussen (* 25. Januar 1653 in Kiel; † 23. Mai 1720 in Hamburg) war ein deutscher Hochschullehrer und Finanzpolitiker.

## Leben
Johann Clausen war der jüngere Sohn des Mediziners Matthias Clausen (1610–1675), der als Leibarzt am Hof von Schleswig-Holstein-Gottorf zu Vermögen und Einfluss kam, und dessen Frau Ursula (1625–1692), geb. Müller, einer Tochter des Kieler Stadtphysicus Bernhard Müller (auch Möller). Bernhard von Clausenheim war sein älterer Bruder, mit dem er gemeinsam am 5. Oktober 1667 an der erst 1665 gegründeten Universität Kiel immatrikuliert wurde. Für Johann wird es aufgrund seines Alters eine Kindesimmatrikulation, zu verstehen als Ehrung des Vaters, gewesen sein.
Er  studierte  ab 1673 an der Universität Rostock. In seiner Heimatstadt Kiel ist er 1672 und 1673 gleichwohl als Respondent von Disputationen unter dem Vorsitz seines Schwagers Christoph Franck, den Ehemann seiner Schwester Catharina, aufgetreten. 1674 graduierte er in Rostock als Magister.  und ging dann an die Universität Jena, wo ihn die Nachricht vom Tode seines Vaters ereilte. In Jena ist er als Praeses einer Disputation bezeugt.
1676 berief ihn Herzog Christian Albrecht als Nachfolger von Franck zum Professor für Metaphysik an der Universität Kiel. Ab 1689 lehrte er auch Logik. In den Jahren 1683, 1687 und 1693 war er Prorektor der Universität.
1699 trat er als Kammerrat und Landrentmeister in den Verwaltungsdienst des neuen Herzogs Friedrich IV. Damit war er verantwortlich für die herzoglichen Einnahmen. Seine Amtszeit fiel in eine Phase politischer und wirtschaftlicher Unsicherheit des kleinen Herzogtums im Großen Nordischer Krieg. Friedrich IV. suchte ein Bündnis mit König Karl XII. von Schweden, seinem Schwager, gegen seinen übermächtigen Nachbarn Dänemark. Im Frieden von Traventhal 1701 wurde Dänemark gezwungen, die Gottorfer Souveränität in ihrem Anteil vom Herzogtum Schleswig anzuerkennen und Herzog Friedrich eine hohe Entschädigung zu zahlen. Dadurch befand sich Schleswig-Holstein-Gottorf für kurze Zeit auf dem Höhepunkt seiner Macht.
Sein Bruder Bernhard wurde mit Diplom vom 10. Dezember 1703 von Kaiser Leopold I. mit dem Prädikat von Claussenheimb in den rittermäßigen Reichsadelstand erhoben. Das entsprechende Diplom für Johann wurde erst am 25. Juni 1716 ausgestellt.
Im Frühjahr 1702 beschloss Herzog Friedrich, sich dem schwedischen Heer bei dessen Feldzug gegen Russland und Polen anzuschließen. Die Regierung seines Herzogtums überließ er gegen eine Pachtzahlung den Brüdern Clausenheim. Generalgouverneur wurde Bernhard von Clausenheims Schwiegersohn, der Oberstleutnant Tilemann Andreas von Bergholtz. Die Verantwortung des herzoglichen Geheimratspräsidenten Magnus von Wedderkop und seines Stellvertreters Johann Ludwig von Pincier wurde auf auswärtige Angelegenheiten beschränkt.
Der Tod des Herzog am 19. Juli 1702 in der Schlacht bei Klissow durch eine Kanonenkugel machte dieser innovativen Vereinbarung ein Ende. In der Folgezeit während der Regentschaft der Witwe des Herzogs, Hedwig Sophia von Schweden, und des Administrators Christian August von Schleswig-Holstein-Gottorf gewann Georg Heinrich von Görtz an Einfluss. Die Kammerrechnung des Jahres 1703 wurde wegen einer Forderung von Jacob Mussaphia zu einem langjährigen Streitpunkt. Clausenheim trat vom Amt des Landrentmeisters 1705 ab, blieb aber Mitglied der herzoglichen Rentekammer. Als der Nordische Krieg 1712 nach der Schlacht bei Gadebusch auch nach Holstein kam und die siegreichen Dänen 1713 die herzoglichen Anteile des Herzogtums Schleswig besetzten, flüchtete er zu seinem Sohn nach Hamburg. Von 1719 bis zu seinem Tod war er von Hamburg aus Vizepräsident der Rentekammer.
Durch alte Forderungen von Jacob Mussaphia, die nun sein Sohn Isaac Mussaphia stelle, in Höhe von 32000 und 4700 Talern war Johann von Clausenheims Erbe noch bis in die Generation seiner Enkelin, verheiratete Konferenzrätin von Roepstorff, mit Prozessen bis vor das Reichskammergericht belastet.

## Familie
Johann Clausen war verheiratet mit Maria Elisabeth, geb. Schneider. Das Paar hatte eine Tochter sowie den Sohn Matthias von Clausenheim (der Ältere) († 1744), der seinem Vater als Landrentmeister folgte und in den 1720er Jahren während der Abwesenheit des Herzogs Karl Friedrich und seines Geheimratspräsidenten Henning Friedrich von Bassewitz als Leiter der Generallandeskommission von Hamburg aus die Regierungsgeschäfte führte. Die Tochter († 10. Mai 1743) war mit dem Kammerrat von Pincier († 1736) verheiratet.

### Bibliothek
Clausenheim schenkte seine umfangreiche Privatbibliothek von 1800 Bänden 1709 der Universitätsbibliothek Kiel.

## Werke
- Atheus Convictus, Brevi Dissertatione exhibitus. Kiel: Reumann 1672

Digitalisat, Staats- und Universitätsbibliothek Hamburg
- Specimen Controversiarum, Quae Ecclesiae Lutheranae cum Remonstrantibus intercedunt: Ubi de iis, quae ad Locum de S. Scriptura pertinent, cum contra Remonstrantes in genere, tum nominatim contra Sim. Episcopium, Hug. Grotium, Steph. Curcellaeum, aliosque disputatur ... Tribus Disputationibus ventilatum. Kiel: Reumann 1672

Digitalisat, Universitätsbibliothek Rostock
- De dubitatione morali. Jena 1675

Digitalisat, Kirchenbibliothek Narva